# The Fifteen Decisive Battles of the World
The fifteen decisive battles of the world from Marathon to Waterloo ist ein 1851 erschienenes Werk des britischen Historikers Edward Shepherd Creasy (1812–1878). Er stellt darin in fünfzehn Kapiteln jeweils eine nach seiner Einschätzung für den Verlauf der Weltgeschichte entscheidende Schlacht dar. Das Werk erschien in zahlreichen Auflagen, wurde unter anderem ins Deutsche übersetzt und ließ mehrere andere Autoren ähnlich angelegte Werke verfassen.

## Die originalen 15 Schlachten
Die 15 Schlachten sind:
1. Schlacht bei Marathon 490 v. Chr.
2. Niederlage Athens vor Syrakus 413 v. Chr.
3. Schlacht von Gaugamela 331 v. Chr.
4. Schlacht am Metaurus 207 v. Chr.
5. Schlacht im Teutoburger Wald 9 n. Chr.
6. Schlacht auf den Katalaunischen Feldern 451
7. Schlacht von Tours und Poitiers 732
8. Schlacht bei Hastings 1066
9. Sieg der Franzosen vor Orleans durch Jeanne d’Arc 1429
10. Niederlage der Spanischen Armada 1588
11. Zweite Schlacht bei Höchstädt 1704
12. Schlacht bei Poltawa 1709
13. Schlacht von Saratoga 1777
14. Kanonade von Valmy 1792
15. Schlacht bei Waterloo 1815

## Ergänzung um fünf weitere Schlachten
1964 erschien eine mit fünf weiteren, nach 1851 geschlagenen Schlachten ergänzte Ausgabe des amerikanischen Historikers Joseph B. Mitchell. Die fünf Schlachten sind:
- Vicksburg-Feldzug 1863
- Schlacht von Sadowa 1866
- Schlacht an der Marne 1914
- Schlacht um Midway 1942
- Schlacht von Stalingrad 1942–1943

## Ausgaben
- Erstausgabe: The fifteen decisive battles of the world from Marathon to Waterloo. Burt, New York 1851
- Deutsche Übersetzung: Die fünfzehn entscheidenden Schlachten der Welt von Marathon bis Waterloo. Nach der 10. Auflage des Originals bearbeitet von A. Seubert. Stuttgart 1865
- Joseph Brady Mitchell, Edward S. Creasy:  Twenty decisive battles of the world. Macmillan, New York 1964. Deutsche Ausgabe: Zwanzig entscheidende Schlachten der Weltgeschichte. Bertelsmann, Gütersloh 1968

## „Die sechzehnte entscheidende Schlacht“
1930 veröffentlichte der texanische Historiker Clarence Wharton sein Werk San Jacinto: The Sixteenth Decisive Battle, in dem er dafür plädierte, die Entscheidungsschlacht der texanischen Revolution in die Liste der entscheidenden Schlachten aufzunehmen. Auf dem San Jacinto Monument ist eine Inschrift angebracht, die diese Sichtweise unterstützt.